# Clemente Mazzotta
Clemente Mazzotta (Fano, 24 maggio 1942 – Bologna, 24 dicembre 2006) è stato un filologo italiano.

## Biografia
Nato da famiglia originaria di Cellino San Marco (Brindisi), conseguì la maturità classica a Padova nell'estate del 1961. Determinato ad approfondire lo studio della storia dell'arte, disciplina amata negli anni liceali, si iscrisse alla Facoltà di Lettere e Filosofia, corso in Lettere moderne, dell'Università di Bologna, dove nel 1966 si laureò con Raffaele Spongano, ordinario di Letteratura italiana. Fu professore ordinario nelle Università di Udine (dal 1987 al 1993) e, in seguito, di Bologna (dal 1993 al 2006). 
Fu socio della Commissione per i testi di lingua, condirettore della rivista «Studi e problemi di critica testuale», fondata nel 1970 dal suo maestro Spongano e fu membro dei comitati scientifici delle edizioni nazionali delle opere di Alfieri, Carducci e Pascoli, infine fu Presidente dell'Accademia Pascoliana di San Mauro Pascoli.
Morì il 24 dicembre 2006. 

## Interessi di ricerca
Si occupò inizialmente della lirica del Quattrocento con l'edizione critica delle Rime del fiorentino Niccolò Tinucci (1974), dando subito prova del suo ben noto rigore filologico. I suoi interessi si spostarono poi sui secoli moderni. Fondamentali sono i suoi studi su Vittorio Alfieri, del quale pubblicò nel 1987 (nel terzo volume dell'Edizione nazionale) l'Esquisse du jugement universel, le Satire e - particolarmente importante - Il Misogallo, la cui edizione rimane un modello per l'ingegnosa rappresentazione dei diversi tipi di varianti e modifiche di mano dell'autore.
Seguirono, dello stesso Alfieri, il Panegirico di Plinio a Trajano, Parigi sbastigliato e Le mosche e l'api (1990). Numerosi i suoi saggi su Pascoli, ai quali dedicò buona parte dei suoi ultimi anni: fra questi le Concordanze dei Poemi conviviali e dei Carmina latini (1997 e 1999) e l'edizione del carteggio fra Giovanni Pascoli e Leopoldo Tosi (1989).
Frutto della sua vivace curiosità è la pubblicazione della poco nota Bevanda asiatica (1685) in cui Luigi Ferdinando Marsili, reduce dalla prigionia presso i Turchi, fornì all'Europa una delle prime trattazioni sul caffè.
La sua biblioteca, che include edizioni antiche, rare e di pregio, soprattutto di Vittorio Alfieri e di Giovanni Pascoli, è stata donata dalla famiglia al Dipartimento di Filologia classica e Italianistica di Bologna ed è pertanto confluita nella Biblioteca "E. Raimondi".

## Opere principali
- Niccolò Tinucci, Rime, a cura di Clemente Mazzotta, Bologna, Commissione per i testi di lingua, 1974, SBN SBL0573039.
- Vittorio Alfieri, Scritti politici e morali, a cura di Clemente Mazzotta, vol. 3, Asti, Casa d'Alfieri, 1984, SBN MIL0057668.
- Giovanni Pascoli e Leopoldo Tosi, Lettere (1895-1912), a cura di Clemente Mazzotta, Bologna, Clueb, 1989, SBN CFI0193967.
- Vittorio Alfieri, Panegirico di Plinio a Trajano; Parigi sbastigliato; Le mosche e l'api, a cura di Clemente Mazzotta, Bologna, Clueb, 1990, SBN CFI0191740.
- Clemente Mazzotta (a cura di), Concordanza dei Poemi conviviali di Giovanni Pascoli, Scandicci, La Nuova Italia, 1997, SBN CFI0378967.
- Luigi Ferdinando Marsili, Bevanda asiatica. Trattatello sul caffè, a cura di Clemente Mazzotta, Roma, Salerno, 1998, SBN MIL0368859.
- Clemente Mazzotta (a cura di), Concordanza dei Carmina di Giovanni Pascoli, Scandicci, La Nuova Italia, 1999, SBN UBO0332544.